# Sandro Wieser
Sandro Wieser (Vaduz, 3 februari 1993) is een Liechtensteins voetballer die als middenvelder speelt. Hij verruilde in juli 2018 Reading FC voor FC Vaduz. Wieser debuteerde in 2010 in het Liechtensteins voetbalelftal.

## Clubcarrière
Wieser speelde in de jeugd voor FC Triesen en FC Vaduz. Op dertienjarige leeftijd werd hij opgenomen in de jeugdopleiding van FC Basel. Op zijn achttiende verjaardag tekende hij daar zijn eerste profcontract. Hij maakte zijn debuut op 20 maart 2011 tegen Grasshopper Club Zürich. FC Basel werd dat seizoen kampioen in de Axpo Super League. Omdat Wieser werd geboren in 1993, was hij speelgerechtigd om deel te nemen aan de The NextGen Series 2011/12. Wieser debuteerde daarin op 17 augustus 2011 tegen Tottenham Hotspur. Op 27 december maakte FC Basel bekend dat Wieser in de wintertransferperiode zou vertrekken naar 1899 Hoffenheim. Bij Die Hoffe ondertekende hij een contract tot de zomer van 2016. Wieser werd vervolgens in het seizoen 2013/14 uitgeleend aan SV Ried uit Oostenrijk en in het seizoen 2014/15 aan FC Aarau uit Zwitserland.

## Clubstatistieken
| Seizoen | Club               | Land          | Competitie           | Wed. | Doelp. |
| ------- | ------------------ | ------------- | -------------------- | ---- | ------ |
| 2010/11 | FC Basel           | Zwitserland   | Super League         | 2    | 0      |
| 2011/12 | 1899 Hoffenheim    | Duitsland     | Bundesliga           | 1    | 0      |
| 2011/12 | 1899 Hoffenheim II | Duitsland     | Regionalliga Süd     | 12   | 0      |
| 2012/13 | 1899 Hoffenheim II | Duitsland     | Regionalliga Südwest | 16   | 0      |
| 2013/14 | → SV Ried          | Oostenrijk    | Bundesliga           | 11   | 0      |
| 2014/15 | → FC Aarau         | Zwitserland   | Super League         | 14   | 2      |
| 2015/16 | FC Thun            | Zwitserland   | Super League         | 22   | 3      |
| 2016/17 | Reading FC         | Engeland      | Championship         | 0    | 0      |
| 2017/18 | → KSV Roeselare    | België        | Proximus League      | 10   | 1      |
| 2018/19 | FC Vaduz           | Liechtenstein | Challenge League     | 29   | 3      |
| Totaal  | Totaal             | Totaal        | Totaal               | 117  | 9      |

## Interlandcarrière
Wieser werd voor het eerst opgeroepen voor het Liechtensteins voetbalelftal in 2009. Hij maakte zijn debuut op 11 augustus 2010 in een vriendschappelijke interland tegen IJsland (1–1). Wieser nam met Liechtenstein in zijn interlandcarrière nog niet deel aan een interlandtoernooi, maar participeerde wel in de kwalificatietoernooien voor het Europees kampioenschap 2012 en 2016 en het wereldkampioenschap voetbal 2014. Op 14 juni 2015 maakte hij zijn eerste interlanddoelpunt in de EK-kwalificatiewedstrijd tegen Moldavië: in de 21ste minuut opende hij de score, met 1–1 als uiteindelijke eindstand.